# قنسطنطينا (إمبراطورة)
قنسطنطينا (باليونانية: Κωνσταντίνα)‏ (ق. 560– ق. 605) كانت الإمبراطورة المرافقة للإمبراطور البيزنطي موريكيوس. كانت ابنة تيبريوس الثاني قسطنطين وإينو أناستازيا. تم تسجيل نسبها في سجلات ثيوفيلاكت سيموكاتا وبولس الشماس وجون البيكلاري.
تُعرِّف الوقائع الجورجية قنسطنطينا بأنها ابنة كسرى الثاني.  ومع ذلك، تم تجميع السجل التاريخي في القرن الثالث عشر ولذلك يعتبر النسب المتناقض خطأً. روايات أخرى لاحقة تجعل قنسطنطينا حماته من خلال ابنتها مارية الخيالية على الأرجح.